# In Abhorrence Dementia
Albums de Limbonic Art
Moon in the Scorpio
(1996) Epitome of Illusions
(1998)
In Abhorrence Dementia est le deuxième album studio du groupe de black metal symphonique norvégien Limbonic Art. L'album est sorti en 1997 sous le label Nocturnal Art Productions.

## Musiciens
- Vidar "Daemon" Jensen : Chant, Guitare
- Krister "Morfeus" Dreyer : Chant, Guitare, Claviers

## Liste des morceaux
1. In Abhorrence Dementia
2. A Demonoid Virtue
3. A Venomous Kiss of Profane Grace
4. When Mind and Flesh Departs
5. Deathtrip to a Mirage asylum
6. Under Burdens of Life's Holocaust
7. Oceania
8. Behind the Mask Obscure
9. Misanthropic Spectrum